# Hugues Micholet
Pour les articles homonymes, voir Micholet.
 (octobre 2016).
Hugues Micholet est un karatéka français, 9e dan de karaté, né le 11 décembre 1951 au Lorrain, en Martinique.

## Biographie
Il commence le karaté à l'âge de 16 ans avec Daniel Lautier, lui-même élève de Maitre Kase.
Il entre en équipe de France en 1973 pour y rester jusqu’en 1983.
En 1980, il sera :
- champion de France des lourds,
- champion d’Europe par équipe (avec  Pyrée, Montama, Ruggiero, Bilicky, Pettinella et Luconi)
- médaille de bronze aux championnats du monde à Madrid

Hugues Micholet est arbitre international depuis 1986 et arbitre mondial depuis 1992.
Membre de la Commission Nationale d’Arbitrage, il forme les arbitres sur le plan national et international.
Il est par ailleurs responsable des Commissions d’Arbitrage du Val de Marne et d’Ile-de-France.
Il enseigne au sein de l’ASA Karaté Maisons-Alfort  dans le Val-de-Marne, club comptant plus de 150 licenciés.